# Hyundai i20
El Hyundai i20 es un automóvil de turismo del segmento B que el fabricante surcoreano Hyundai Motor Company presentó oficialmente en el Salón del Automóvil de París de 2008 y comenzó a vender a fines de ese año. Es un cinco plazas con motor delantero transversal, tracción delantera y carrocería hatchback de tres o cinco puertas.
Sustituye (en Europa) al Hyundai Getz y, como indica su denominación, se posiciona entre el Hyundai i10 y el Hyundai i30. Algunos de los rivales del i20 son el Chevrolet Aveo, el Honda City, el Mazda 2 y el Toyota Yaris.

## Primera generación (2008-2014)
El i20 de primera generación se presentó en el Salón del Automóvil de París de 2008 y se comenzó a comercializar a fines de ese año.
La gama de motores se compone de tres opciones gasolina y cuatro Diesel. Los gasolina son un 1.2 litros de 78 CV, un 1.4 litros de 100 CV y un 1.6 litros de 126 CV, los tres atmosféricos y con inyección indirecta. En tanto, los Diesel son un 1.4 litros de 75 u 90 CV y un 1.6 litros de 115 o 128 CV, todos con turbocompresor e inyección directa con alimentación por common-rail.

## Segunda generación (2014-2020)
El i20 de segunda generación se mostró por primera vez en el Salón del Automóvil de París de 2014, y se puso en producción ese año.
En su lanzamiento, los motores de gasolina eran un cuatro cilindros atmosférico de 1,2 litros en variantes de 75 y 84 CV, y un cuatro cilindros atmosférico de 1,4 litros y 100 CV.  En 2016 se lanzó un tres cilindros turboalimentado de 1,0 litros en variantes de 100 y 120 CV. En tanto, los motores Diesel son un tres cilindros de 1,1 litros y 75 CV, y un cuatro cilindros en línea de 1,4 litros y 90 CV, ambos con turbocompresor e inyección directa.

## Tercera generación (2020-presente)
La tercera generación del i20 se iba a estrenar en el Salón del Automóvil de Ginebra de 2020, pero el evento se canceló debido a la pandemia de COVID-19. El modelo se lanzó al mercado a fines de ese año.
Los motores de gasolina son un cuatro cilindros atmosférico de 1,2 litros y 84 CV, un tres cilindros turbo de 1,0 litros en versiones de 100 y 120 CV, y un cuatro cilindros turbo de 1,6 litros y 204 CV. En tanto, el Diesel es un cuatro cilindros turbo de 1,5 litros y 100 CV:

## Competición

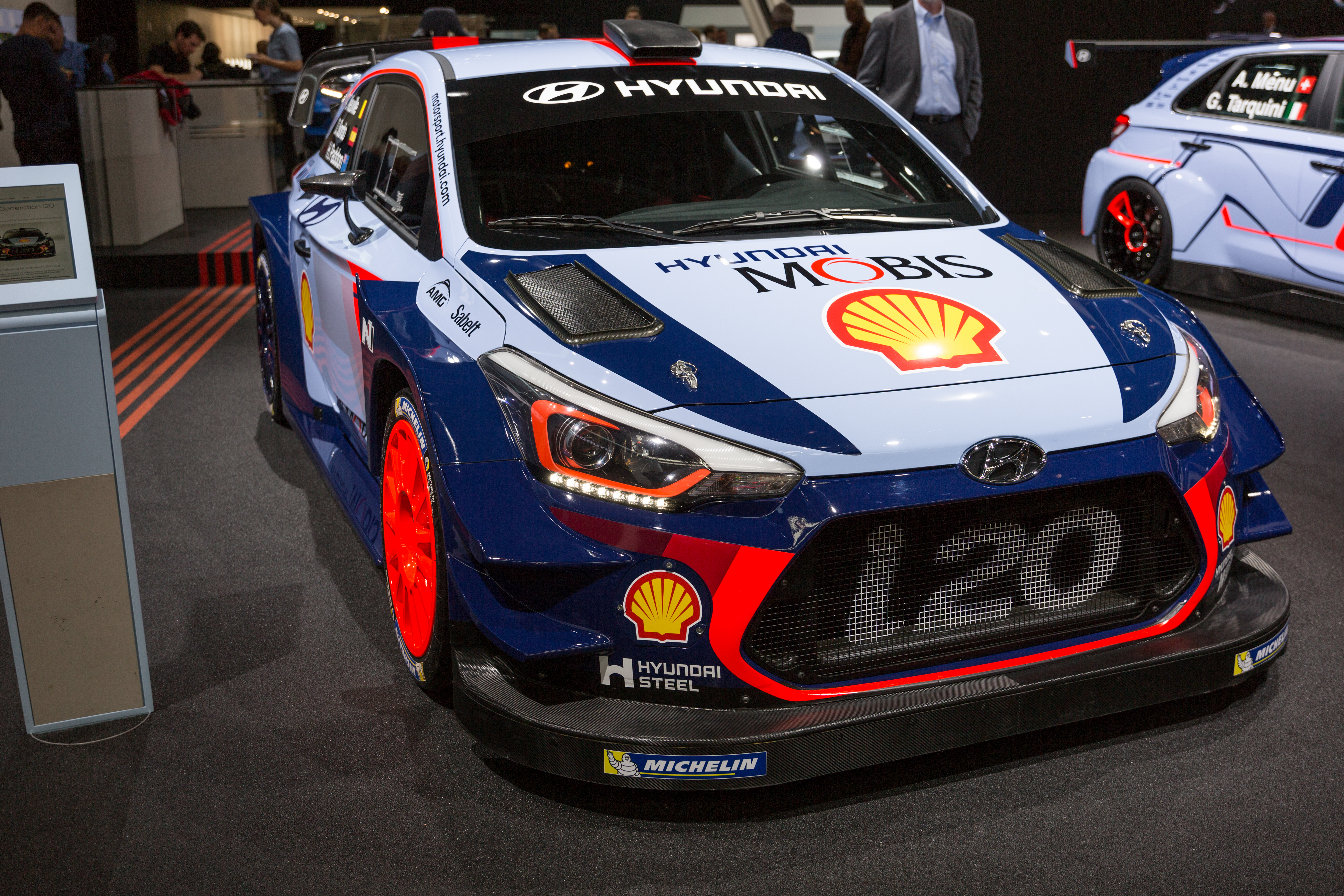
Hyundai i20 deportivo

Grandes pilotos como Thierry Neuville y Dani Sordo han pilotado el Hyundai i20 WRC y el Hyundai i20 Coupe WRC en competiciones de rally.